# とんねるずのコント 〜こんと いん なえば 10年の凝縮LIVE〜
「とんねるずのコント 〜こんと いん なえば 10年の凝縮LIVE〜」（とんねるずのこんと - こんと いん なえば 10ねんのぎょうしゅくらいぶ）は、とんねるずのコント・ライブ・ビデオグラム。2002年6月30日にメディアファクトリーから2巻同時発売された。

## 概要
2000年2月11日 - 2月13日に苗場プリンスホテルで開催された2000年ファイナルの模様を収録している。
全2巻で発売された。内容は1991年から1999年までの選りすぐりの名作コントを再演したもの。

## 収録

### PART 1
1. 俺たちゃ忍者だ!〜ズッコケ大作戦〜
2. 馬場兄弟の結婚式
3. エレベーター（1998）
4. タクシードライバー
5. 卒業 '96 〜無塩〜
6. ※インタビュー

### PART 2
1. 革命へようこそ
2. 猪木兄弟の結婚式
3. お笑い界のニューホープ
4. 毒コブラ座（1998）
5. ※インタビュー